# Deutsche Fechtmeisterschaften 1952
Bei den Deutschen Fechtmeisterschaften 1952 wurden Wettbewerbe in den Disziplinen Herrendegen, Herrensäbel und Herrenflorett ausgetragen. Bei den Damen wurde nur Florett gefochten. Die Einzelmeisterschaften wurden in der Niedersachsenhalle in Hannover ausgetragen, die Mannschaftsmeisterschaften in München. Die Meisterschaften wurden vom Deutschen Fechter-Bund organisiert.

## Herren

### Florett (Einzel)
| Platz | Sportler      | Verein               |
| ----- | ------------- | -------------------- |
| 1     | Kurt Wahl     | MTV München von 1879 |
| 2     | Norman Casmir | Hermannia Frankfurt  |
| 3     | Eugen Geiwitz | TSG Ulm              |

### Florett (Mannschaft)
| Platz | Verein               | Sportler |
| ----- | -------------------- | -------- |
| 1     | Hermannia Frankfurt  |          |
| 2     | TSG Ulm              |          |
| 3     | MTV München von 1879 |          |

### Degen (Einzel)
| Platz | Sportler          | Verein              |
| ----- | ----------------- | ------------------- |
| 1     | Erwin Kroggel     | Hermannia Frankfurt |
| 2     | Klaus Dieter Güse | TK Hannover         |
| 3     | Josef Uhlmann     | TSG Ulm             |

### Degen (Mannschaft)
| Platz | Verein      | Sportler |
| ----- | ----------- | -------- |
| 1     | TS Bayreuth |          |
| 2     | TSG Ulm     |          |
| 3     | MTV München |          |

### Säbel (Einzel)
| Platz | Sportler          | Verein         |
| ----- | ----------------- | -------------- |
| 1     | Richard Liebscher | TK Hannover    |
| 2     | Siegfried Rossner | TK Hannover    |
| 3     | Hans Esser        | DFC Düsseldorf |

### Säbel (Mannschaft)
| Platz | Verein         | Sportler |
| ----- | -------------- | -------- |
| 1     | TK Hannover    |          |
| 2     | DFC Düsseldorf |          |
| 3     | TS Bayreuth    |          |

## Damen

### Florett (Einzel)
| Platz | Sportler       | Verein              |
| ----- | -------------- | ------------------- |
| 1     | Lilo Allgayer  | Hermannia Frankfurt |
| 2     | Gerlinde Spies | Hermannia Frankfurt |
| 3     | Trude Jacob    | Fechtclub Offenbach |

### Florett (Mannschaft)
| Platz | Verein              | Sportler                                               |
| ----- | ------------------- | ------------------------------------------------------ |
| 1     | Fechtclub Offenbach | Hedwig Haß Trude Jacob Ella Haß Helmi Höhle Busch Koch |
| 2     | Kölner FK           |                                                        |
| 3     | TV Offenbach        |                                                        |